# Carling Knockout Cup 2023
La Carling Knockout Cup 2023 è stata la 39ª edizione della coppa di lega sudafricana di calcio, la 1ª sponsorizzata da Carling. La competizione è iniziata il 21 ottobre 2023 ed è terminata il 16 dicembre successivo.
La squadra campione in carica è il M. Sundowns, che ha vinto l'ultima edizione primo dello stop nel 2019.

## Formato
È una competizione a eliminazione diretta, con partite singole, senza andata e ritorno. In caso di pareggio si disputano i tempi supplementari e, se sussiste la parità, si passa ai tiri di rigore.
I sorteggi sono stati effettuati il 10 ottobre 2023.

## Squadre partecipanti
| Squadra           | Città          | Stadio                            |
| ----------------- | -------------- | --------------------------------- |
| AmaZulu           | Durban         | Moses Mabhida Stadium             |
| Cape Town City    | Città del Capo | Cape Town Stadium                 |
| Cape Town Spurs   | Città del Capo | Athlone Stadium                   |
| Chippa United     | Port Elizabeth | Nelson Mandela Bay Stadium        |
| Golden Arrows     | Durban         | Sugar Ray Xulu Stadium            |
| Kaizer Chiefs     | Johannesburg   | Soccer City Stadium               |
| M. Sundowns       | Pretoria       | Stadio Loftus Versfeld            |
| Moroka Swallows   | Johannesburg   | Dobsonville Stadium               |
| Orlando Pirates   | Johannesburg   | Orlando Stadium                   |
| Polokwane City    | Polokwane      | Pietersburg Stadium               |
| Richards Bay      | Richards Bay   | Stadio Richards Bay               |
| Royal AM          | Chatsworth     | Stadio Chatsworth                 |
| Sekhukhune United | Polokwane      | Peter Mokaba Stadium              |
| Stellenbosch      | Stellenbosch   | Stadio Danie Craven               |
| SuperSport Utd    | Pretoria       | Lucas Masterpieces Moripe Stadium |
| TS Galaxy         | Mbombela       | Mbombela Stadium                  |

## Partite

### Ottavi di finale (primo turno)
| Squadra 1         | Risultato       | Squadra 2         |
| ----------------- | --------------- | ----------------- |
| 18 ottobre 2023   |                 |                   |
| TS Galaxy         | 2 - 2 (5-4 dtr) | M. Sundowns       |
| 20 ottobre 2023   |                 |                   |
| Orlando Pirates   | 2 - 0           | Cape Town Spurs   |
| 21 ottobre 2023   |                 |                   |
| Richards Bay      | 2 - 1           | Moroka Swallows   |
| Golden Arrows     | 3 - 1           | Cape Town City    |
| Kaizer Chiefs     | 0 - 1           | AmaZulu           |
| Sekhukhune United | 1 - 0           | Royal AM          |
| 22 ottobre 2023   |                 |                   |
| Richards Bay      | 1 - 0           | Sekhukhune United |
| SuperSport Utd    | 1 - 4           | Polokwane City    |

### Quarti di finale
| Squadra 1         | Risultato       | Squadra 2       |
| ----------------- | --------------- | --------------- |
| 3 novembre 2023   |                 |                 |
| Polokwane City    | 0 - 2           | Stellenbosch    |
| 4 novembre 2023   |                 |                 |
| Richards Bay      | 0 - 0 (5-4 dtr) | Orlando Pirates |
| AmaZulu           | 3 - 0           | Golden Arrows   |
| Sekhukhune United | 0 - 0 (2-4 dtr) | TS Galaxy       |

### Semifinali
| Squadra 1       | Risultato | Squadra 2    |
| --------------- | --------- | ------------ |
| 2 dicembre 2023 |           |              |
| Richards Bay    | 0 - 3     | Stellenbosch |
| 3 dicembre 2023 |           |              |
| AmaZulu         | 2 - 3     | TS Galaxy    |

### Finale
| Squadra 1        | Risultato       | Squadra 2 |
| ---------------- | --------------- | --------- |
| 16 dicembre 2023 |                 |           |
| Stellenbosch     | 1 - 1 (5-4 dtr) | TS Galaxy |